# Geelgespoorde houtmetselbij
De geelgespoorde houtmetselbij (Hoplitis claviventris) is een vliesvleugelig insect uit de familie Megachilidae. De wetenschappelijke naam van de soort is voor het eerst geldig gepubliceerd in 1872 door Carl Gustaf Thomson.